# Une profession nouvelle
Une profession nouvelle est un conte d'Auguste de Villiers de L'Isle-Adam qui parut pour la première fois dans Le Succès le 19 mai 1885.

## Résumé
Depuis le rétablissement du divorce, le vicomte Hilaire de Rotybal exerce une curieuse profession : divorceur. Après six mois de mariage pour sauver une frêle créature du déshonneur, il divorce contre une somme de mille francs, contrat passé avec une famille honorable et consternée. Mais, à sa sixième et dernière alliance, on l'accuse du meurtre de la nouvelle vicomtesse...

## Texte
Une profession nouvelle (lire sur Wikisource)

## Éditions
- Une profession nouvelle dans Le Succès, édition du 19 mai 1885.
- Une profession nouvelle, dans L'Amour suprême, 1886.